# 291 f.Kr.

## Händelser

### Efter plats

#### Grekland
- Demetrios Poliorketes går samman med sin son Antigonos i belägringen av Thebe. När thebarna envist försvarar sin stad tvingar Demetrios sin armé att anfalla staden, med stora förluster som följd. Demetrios lyckas slutligen inta staden efter att ha använt belägringsmaskiner för att krossa dess murar.

#### Romerska republiken
- Romarna stormar och intar den samnitiska staden Venusia.

## Avlidna
- Menander, atensk dramatiker som anses som en mästare på nygrekisk komedi (född omkring 342 f.Kr.)
- Dinarchos, atensk talskrivare vars verk i allmänhet anses avspegla den attiska talekonstens gradvisa nedgång och förfall (född omkring 361 f.Kr.)